# Přísudek
Přísudek (z lat. predikát) je základní větný člen přisuzující podmětu nebo samostatně vyjadřující činnost, stav nebo vlastnost, jako například prší ve větě Venku prší, či je zelený ve větě Strom je zelený. Zpravidla je to sloveso v určitém tvaru nebo pomocné (sponové) sloveso se jmenným nebo příslovečným tvarem.
Přísudek je řazen mezi základní větné členy a s podmětem tvoří tzv. základní skladební dvojici. Jeho znalost je důležitá i pro správné určení pravopisu ve shodě přísudku s podmětem. Ve větě ho hledáme jako první (i dříve než podmět), vyjadřuje, co dělá podmět; nejčastěji je vyjádřen slovesným tvarem (jednoduchým nebo složeným). Přísudek můžeme rozdělit také na: holý (Petr studuje.), rozvitý (Petr dobře studuje.) a několikanásobný (Petr studuje a cestuje.)

## Skladební funkce přísudku
V české lingvistice existují dvě základní, odlišné syntaktické teorie, každá s jiným pojmem přísudku: závislostní syntax a valenční syntax.

### Složková skladba
Podle klasické, složkové teorie syntaxe představuje přísudek (predikát) větný člen tvořící základní větnou konstrukci (syntagma) s podmětem. Spolu vstupují do syntaktického vztahu dominace, který se projevuje morfologickou shodou, přičemž přísudek vyjadřuje gramatické kategorie (osoby, čísla a v případě jmenných přísudků i rodu) podmětu. Současně tento syntaktický vztah odpovídá sémantickému vztahu „přisuzování“ (predikace), přičemž přísudek přisuzuje určitou vlastnost podmětu.
Z hlediska formy rozeznáváme:
- přísudek slovesný (predikát verbální) – vyjádřený plnovýznamovým určitým slovesem (nebude pršet, nezmokneme)
- přísudek slovesně-jmenný (predikát verbo-nominální) – vyjádřený sponovým slovesem (kopula) a
  - podstatným jménem v nominativu (1. pádu) či instrumentálu (7. pádu) (je lékař/lékařem)
  - přídavným jménem ve tvaru jmenném či složeném (jste laskav/laskavý)
  - příslovečnými výrazy (je nakřivo/na roztrhání)
  - infinitivem (loupit není koupit)
- přísudek s modálním či fázovým slovesem (měl si povyskočit, začíná syčet)
- přísudek neslovesný (predikát nominální):
  - s nevyjádřeným slovesem (Mladost – radost.)
  - se slovesem nahrazeným citoslovcem (Myš šup do díry.)
  - se slovesem vyjádřeným zájmenem to, tento (Já ti jednu to! Moc se s tím netento!)

### Valenční skladba
Podle valenční teorie syntaxe je páteř věty tvořena přísudkem. Z valence přísudku (schopnost otevírat ve větě jistý počet větněčlenských pozic v jistých tvarech) vyplývá základová větná struktura (ZVS), jež bývá symbolicky zapisována pomocí gramatického větného vzorce (GVV). Věta tedy vzniká na základě vazby slovesa stojícího v pozici přísudku.
Do základní větné struktury patří přísudek a jeho:
- levovalenční aktanty (podmět)
- pravovalenční aktanty (předmět a v určitých případech příslovečné určení)

Podle toho, zda příslušná valence musí být obsazena nebo může zůstat nevyužita, se rozlišují:
- obligatorní valence a aktanty, často např. předmět (například u slovesa chytit něco)
- fakultativní čili potenciální, nekonstitutivní valence a aktanty, zejména příslovečná určení a přívlastky, ale i vazba k podmětu a některé předmětné vazby

Přísudek bývá vyjádřen slovesem určitým (VF = verbum finitum). Z hlediska formy rozeznáváme:
- přísudek jednoduchý – význam přísudku představuje sloveso samo o sobě (poletíme, rozmluvil ses)
- přísudek složený – k přísudku patří i význam nějakého dalšího členu jmenné povahy
  - přísudky se sponou a s modálními či fázovými slovesy (je rusovlasá, chce zpívat)
  - přísudek se slovesy významově vyprázdněnými (provádět rekonstrukci, dostat se ke korytu)

## Několikanásobný přísudek
Několikanásobný přísudek stojí na pomezí mezi větným členem a souvětím souřadným. Přísudek se zpravidla za několikanásobný větný člen považuje tehdy, pokud není rozvitý: a není tak třeba rozdělovat větu na více samostatných predikací.
- Chlapec vykřikl a rozběhl se (několikanásobný přísudek). x Chlapec hlasitě a bolestně vykřikl a se slzami v očích se rozběhl za odjíždějícím autem (souvětí souřadné).
- Přečetl a prostudoval doporučenou literaturu. (několikanásobný přísudek). x Postupně přečetl veškerou doporučenou literaturu a pečlivě prostudoval i některé odborné texty. (souvětí souřadné)